# Hebdomonova cisterna
Hebdomonova cisterna (grško κινστέρνη τοῦ Ἕβδομου), v turščini znana kot Fildamı Sarnıcı (Predloga:Lit. 'cisterna slonjega hleva'), je bizantinski vodni rezervoar odprtega tipa, zgrajen v četrti Hebdomon (današnji Bakırköy) na obrobju Carigrada.

## Lokacija
Cisterna stoji v Carigradu v okrožju Bakırköy v mahali Osmaniye med Fildamı Arkası in Çoban çeşme Sokak severozahodno od dirkališča Veli Efendi. Topografsko leži približno 2 km zahodno od Zlatih vrat Konstantinopelskega obzidja, v zahodnem delu majhne doline – danes popolnoma pozidane – ki teče proti jugu do Marmarskega morja.

## Zgodovina
Datum izgradnje te cisterne, ki je ležala na obrobju Hebdomona (srednjeveškogrško Ἕβδομον, dob. 'sedmi', tako imenovana zaradi svoje lokacije sedem rimskih milj od Miliona, miljskega kamna v Konstantinoplu), ni gotov, vendar ga je mogoče umestiti v obdobje od 5. do 6. stoletja ali 8. stoletja. Velikost opeke nakazuje postavlja datum njene izgradnje v konec vladavine Justinijana I. (vladal 527–65), medtem ko je odsotnost opečnih žigov značilna za konstrukcije, postavljene po koncu 6. stoletja. Njena naloga je bila zagotovo oskrba z vodo dveh cesarskih palač v četrti - Magnaure, ki jo je postavil cesar Valens (vladal 364–378), in Jucundianae (imenovana tudi Secundianae), ki jo je zgradil Justinijan I. Obe palači sta ležali blizu marmarske obale, kjer je danes marina Ataköy. Cisterna je bila uporabljena tudi za oskrbo z vodo vojakov trakijske vojske z bližnjega Marsovega polja, imenovanega Kampos tou Tribounaliou (starogrško Κάμπος τοῦ τριβουναλίου, latinsko Campus Tribunalis). Kampus, kjer je bilo več cesarjev izvoljenih z aklamacijo vojske, je ležal v dolini Veli Efendi, kjer je zdaj dirkališče.
Po padcu Konstantinopla leta 1453 so Osmani prazen rezervoar uporabljali kot hlev za sultanove slone, od koder izvira njegovo turško ime Filhane ali Fildamı, kar pomeni 'hiša' ali 'popravilo slonov'. Kasneje so jo uporabljali kot zelenjavni vrt in je postala eden od štirih istanbulskih Çukurbostanov ('votlih vrtov'), ki so še vedno ohranjeni, uporaba pa se je prenehala leta 1996, ko je cisterno kupila država in jo spremenila v koncertno areno za popularno glasbo s kapaciteto 12.000 gledalcev. Do leta 2003 je postalo jasno, da tresljaji glasbe škodijo zidovom in motijo konje na bližnjem dirkališču, zato so prenehali izvajati koncerte. Od takrat se zgradba – ki jo upravlja belediye Bakırköy – občasno uporablja za prirejanje srečanj.

## Opis
Cisterna ima pravokoten tloris s stranicami, dolžine 127 metrov in širine 76 metrov in pokriva površino približno 9600 kvadratnih metrov. Je nekoliko večja od Cisterne bazilike in je najmanjša med štirimi cisternami na prostem v Konstantinoplu. Njena povprečna globina je približno 11 metrov na notranji strani, vendar veliko manj na zunanji strani, saj se je cisterna, kot vsi odprti rezervoarji Konstantinopla, s časom pogreznila v zemljo, ko se je nivo tal dvignil. Rezervoar bi lahko vseboval približno 0,105 milijona kubičnih metrov vode. Njeni zidovi, debeli 4,10 metra na severni in južni strani in 7,00 metra na vzhodni in zahodni strani, so še vedno na svojem mestu. Zgrajena je bila z uporabo rimske gradbene tehnike opus listatum, z menjavanjem nizov opeke in kamna v razmerju pet proti dva, razen pri vrhu, kjer je razmerje pet proti štiri. Isti vzorec je bil uporabljen tudi za gradnjo Aetijevih, Asparjevih in Mocijevih cistern znotraj obzidanega mesta Konstantinopel. Zunanja zahodna stena je vkopana v hrib, medtem ko sta notranja zahodna stena in zunanja vzhodna stena ojačani z nizom devetnajstih polkrožnih štrlečih niš, ki ustvarjajo dve podporni steni. Ob severni in južni strani sta zgrajeni stopnišči, ki sta danes delno uničeni in sta služili za vstop v objekt. 
Druga zanimivost cisterne je vodni stolp (latinsko Castellum aquae), zgrajen na zunanji strani jugozahodnega vogala. To je rezervoar za vodo, ki se uporablja za stabilizacijo hidravličnega tlaka akvadukta s sproščanjem vode, ko njen nivo pade nad določeno vrednost. Stolp ima dvojno lupinasto strukturo s spiralnim stopniščem v sredini, ločenim od zunanjosti z ohišjem, polnim vode, ki teče iz dotoka, nameščenega na dnu stolpa. Več odtočnih kanalov je akumulirano vodo razporedilo v različne smeri. Ni znano, ali je bila cisterna, ki leži na nizki nadmorski višini, oskrbovana z vodo iz bližnjih izvirov in ali je to zadostovalo za njeno polnjenje, ali pa je voda pritekla iz umetnega kanala iz zaledja Trakije.
V isti dolinici, kjer leži cisterna, so zahodno od nje tri manjše elipsaste odprte cisterne, ki so razporejene od severa proti jugu. Osrednja je uničena, drugi dve, ki sta še ohranjeni, pa se imenujeta Domuzdamı (dob. 'hiša prašičev'), ker sta bili uporabljeni kot hleva za živali.